# Буряк столовий Багряний
Буряк столовий Багряний — сорт столового буряка, селекціонований ІОБ УААН.
Вегетаційний період становить 133—136 днів. Універсального призначення. Придатний для механізованого збирання. Урожайність 350—470 ц/га. Стійкий проти хвороб при тривалому зберіганні. Коренеплід видовженоконічний з сильним збігом, гладенький, діаметром 10 см, масою 290—450 г. Шкірка темно-червона. М'якуш яскраво-темно-бордовий. Смакові якості — 4,4-4,9 бала.
Культура вибаглива до родючості і вологості ґрунту. Оптимальна температура для росту — 15-23°С. Сходи не переносять заморозків. Норма висіву 10-12 насінин на 1 погонний метр, або 1-2 г на метр квадратний. Глибина загортання 3-4 см, ширина міжрядь 45 см. При догляді за посівами головне — боротьба з шкідниками і бур'янами весь період.